# Александровка (Криничанский район)
Алекса́ндровка (укр. Олександрівка) — село,
Болтышковский сельский совет,
Криничанский район,
Днепропетровская область,
Украина.
Код КОАТУУ — 1222081503. Население по переписи 2001 года составляло 86 человек .

## Географическое положение
Село Александровка находится на левом берегу реки Базавлук,
выше по течению на расстоянии в 1 км расположено село Калиновка,
ниже по течению на расстоянии в 2 км расположено село Болтышка.